# Codăești (okręg Vaslui)
Codăești – wieś w Rumunii, w okręgu Vaslui, w gminie Codăești. W 2011 roku liczyła 2024 mieszkańców.